# Santa Lucia al Mare (Nápoly)
A San Severo al Pendino templom Nápolyban, a tengerparti (neve is innen származik) San Ferdinando negyedben, közel a királyi palotához.

## Története
A hagyományok szerint Nagy Konstantin császár unokája alapította. A régészeti kutatások szerint az első templom ezen a helyen a 9. században épülhetett és valószínűleg a Szent Vazul-rendi szerzeteseké volt, akiknek kolostoruk a közeli Megaride-szigeten állt. Később a rend női ágáé (Szent Patrícia-rend) lett. 1588-ban átépítették. 1845-ben, a Chiatamone utca létrehozásakor a 16. századi templomot elbontották, helyére neoreneszánsz stílusban újat építettek. A második világháborúban súlyos bombatámadás érte, de hamar újjáépítették. A templomhoz egy csoda is kötődik: 1957-ben rendszeres látogatója lett Totò, aki súlyos látási zavarokkal küszködött és csodával határos módon néhány hónapnyi templomjárás és imádkozás után látása visszatért.